# パンプ (アルバム)
『パンプ』（PUMP）は、アメリカのロックバンド、エアロスミスが1989年に発表した10thアルバム。

## 解説
- 全米チャート5位、また1990年年間チャート4位の大ベストセラーとなった。「エレヴェイター・ラブ」や「ホワット・イット・テイクス」など、3曲連続トップ10に送り込んだ。
- プロデューサーは、前作『パーマネント・ヴァケイション』と同じくブルース・フェアバーン。外部ソングライターのデスモンド・チャイルドやジム・ヴァランスも引き続き参加。
- 児童虐待を扱った「ジェイニーズ・ガット・ア・ガン」が、グラミー賞のベスト・ロック・パフォーマンス部門を受賞。
- 本作の制作と前後して、ブラッド・ウィットフォード以外の4人が、アリス・クーパーの『トラッシュ』にゲスト参加。

## 収録曲
1. ヤング・ラスト - Young Lust 
Words/Music:Steven Tyler, Joe Perry, Jim Vallance
2. F.I.N.E - F.I.N.E 
Words/Music:S. Tyler, J. Perry, Desmond Child
3. エレヴェイター・ラヴ - Going Down / Love in an Elevator 
Words/Music:S. Tyler, J. Perry
4. モンキー・オン・マイ・バック - Monkey on My Back 
Words/Music:S. Tyler, J. Perry
5. ジェイニーズ・ガット・ア・ガン - Water Song / Janie's Got a Gun 
Words/Music:S. Tyler, Tom Hamilton
6. アザー・サイド - Dulcimer Stomp / The Other Side 
Words/Music:S. Tyler, J. Vallance[11]
7. マイ・ガール - My Girl 
Words/Music:S. Tyler, J. Perry
8. ドント・ゲット・マッド、ゲット・イーヴン - Don't Get Mad, Get Even 
Words/Music:S. Tyler, J. Perry
9. ヴードゥー・メディシン・マン - Hoodoo / Voodoo Medicine Man 
Words/Music:S. Tyler, Brad Whitford
10. ホワット・イット・テイクス - What It Takes 
Words/Music:S. Tyler, J. Perry, D. Child
11. エイント・イナフ - Ain't Enough （日本盤ボーナストラック）

## 参加ミュージシャン
- スティーヴン・タイラー - ボーカル、キーボード、ハーモニカ
- ジョー・ペリー - ギター
- ブラッド・ウィットフォード - ギター
- トム・ハミルトン - ベース
- ジョーイ・クレイマー - ドラムス、パーカッション

ゲスト・ミュージシャン
- ジョン・ウェブスター - キーボード
- ザ・マルガリータ・ホーンズ(Tom Keenlyside, Ian Putz, Henry Christian, Bruce Fairbairn) - ホーン・セクション